# Louisiana (U-Boot)

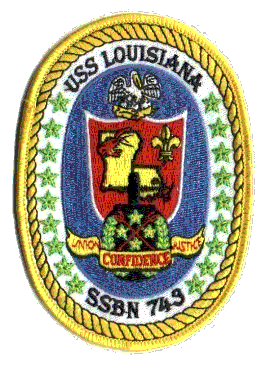
Schulterabzeichen

Die USS Louisiana (SSBN-743) ist ein Atom-U-Boot der United States Navy und gehört der Ohio-Klasse an. Als Ship Submersible Ballistic Nuclear (SSBN) führt sie 24 Interkontinentalraketen mit.

## Geschichte
Die Louisiana wurde 1990 als letztes Boot ihrer Klasse genehmigt und im Oktober 1992 auf Kiel gelegt. Bauwerft war die zum Konzern General Dynamics gehörende Electric Boat in Groton, Connecticut. Der Bau dauerte bis Juli 1996, als SSBN-743 vom Stapel lief und nach dem US-Bundesstaat Louisiana getauft wurde. Die offizielle Indienststellung erfolgte im September 1997.
Das Boot wurde in Kings Bay, Georgia stationiert, 2005 aber nach Washington und damit in den Pazifik verlegt.